# 21109 Sünkel
21109 Sünkel è un asteroide della fascia principale. Scoperto nel 1992, presenta un'orbita caratterizzata da un semiasse maggiore pari a 3,1213626 UA e da un'eccentricità di 0,1154017, inclinata di 13,68727° rispetto all'eclittica.